# Рывкин, Андрей Михайлович
Андре́й Миха́йлович Ры́вкин (род. 10 января 1983, Ленинград, СССР) — американский и российский колумнист, сценарист, эссеист и политический обозреватель.

## Биография
Родился в СССР. Родители, писатель Михаил Жванецкий и актриса и филолог, выпускница Санкт-Петербургского государственного университета Регина Рывкина, никогда не состояли в браке. Есть братья (по отцу) Максим и Дмитрий.
С 1993 по 2002 проживал в США.
Изучал историю и международные отношения в Санкт-Петербургском государственном университете.
С 2012 года работал политическим обозревателем GQ. Публиковался в изданиях The Guardian,The New Republic, BuzzFeed. Является постоянным автором русской версии журнала Esquire. 
Автор идеи и сценарист сериала «Лондонград», соавтор фильма «Духless-2».

## Фильмография
- Лондонград, 2015 (сериал, автор сценария)[2]
- Рашкин, 2015 (сериал, автор сценария, креативный продюсер)
- Духless 2, 2015 (фильм, соавтор сценария)[10]